# Anni 600
Gli anni 600 sono il decennio che comprende gli anni dal 600 al 609 inclusi.

## Eventi, invenzioni e scoperte

### Europa

#### Regno Franco

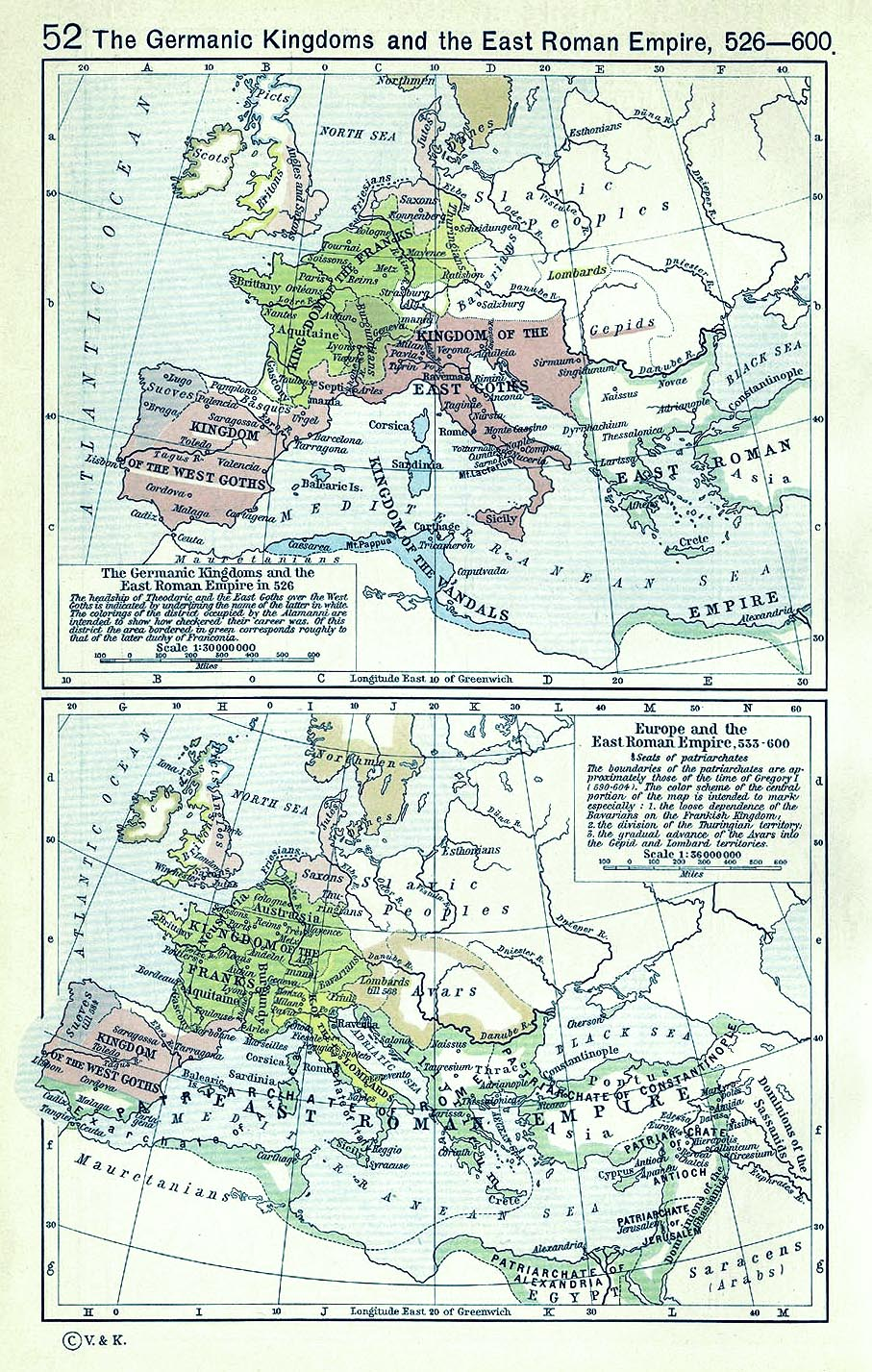
L'Europa nel 600: Regni romano-barbarici e Impero romano d'Oriente.

- 604: Teodorico II libera Orlèans da Clotario II, che però sopravvive.

#### Regno Longobardo
- 601-602: Agilulfo conquista Padova, che prima era già in possesso dei longobardi ma che era brevemente tornata in mano ai bizantini in seguito ad una ribellione dei duchi.
- 603: Agilulfo, su richiesta della moglie Teodolinda, fa battezzare suo figlio Adaloaldo, dando formalmente inizio alla cristianizzazione dei longobardi.
- 604: Agilulfo associa al trono Adaloaldo, di appena due anni.

#### Impero romano d'Oriente
- 600: Maurizio, durante un conflitto armato con gli Avari, si rifiuta di pagare il riscatto per alcuni soldati bizantini imprigionati, che vengono quindi uccisi, causando il malcontento popolare verso l'imperatore. Il malcontento presto si trasformò in rivolta e l'esercito nomina imperatore un centurione, Foca.
- 602: Maurizio, che era fuggito insieme alla sua famiglia in Calcedonia, non molto lontana da Costantinopoli, viene raggiunto e ucciso da dei mercenari inviati da Foca, che diviene ufficialmente imperatore dell'Impero romano d'Oriente.
- 604: La Penisola Balcanica viene invasa dagli Avari, con i quali Foca firma una pace.
- 608: Costruzione della Colonna di Foca.

#### Regno dei Visigoti
- 601: Morte di Recaredo I. Diventa re Liuva II.
- 603: Morte di Liuva II. Diventa re Viterico.

### Altro

#### Religione
- 12 marzo 604: Morte di Papa Gregorio I.
- 13 settembre 604: Diventa papa Sabiniano.
- 22 febbraio 606: Morte di Papa Sabiniano.
- 19 febbraio 607: Diventa papa Bonifacio III.
- 12 novembre 607: Morte di Papa Bonifacio III, il cui pontificato fu uno dei più brevi.
- 25 agosto 608: Diventa papa Bonifacio IV.

#### Architettura

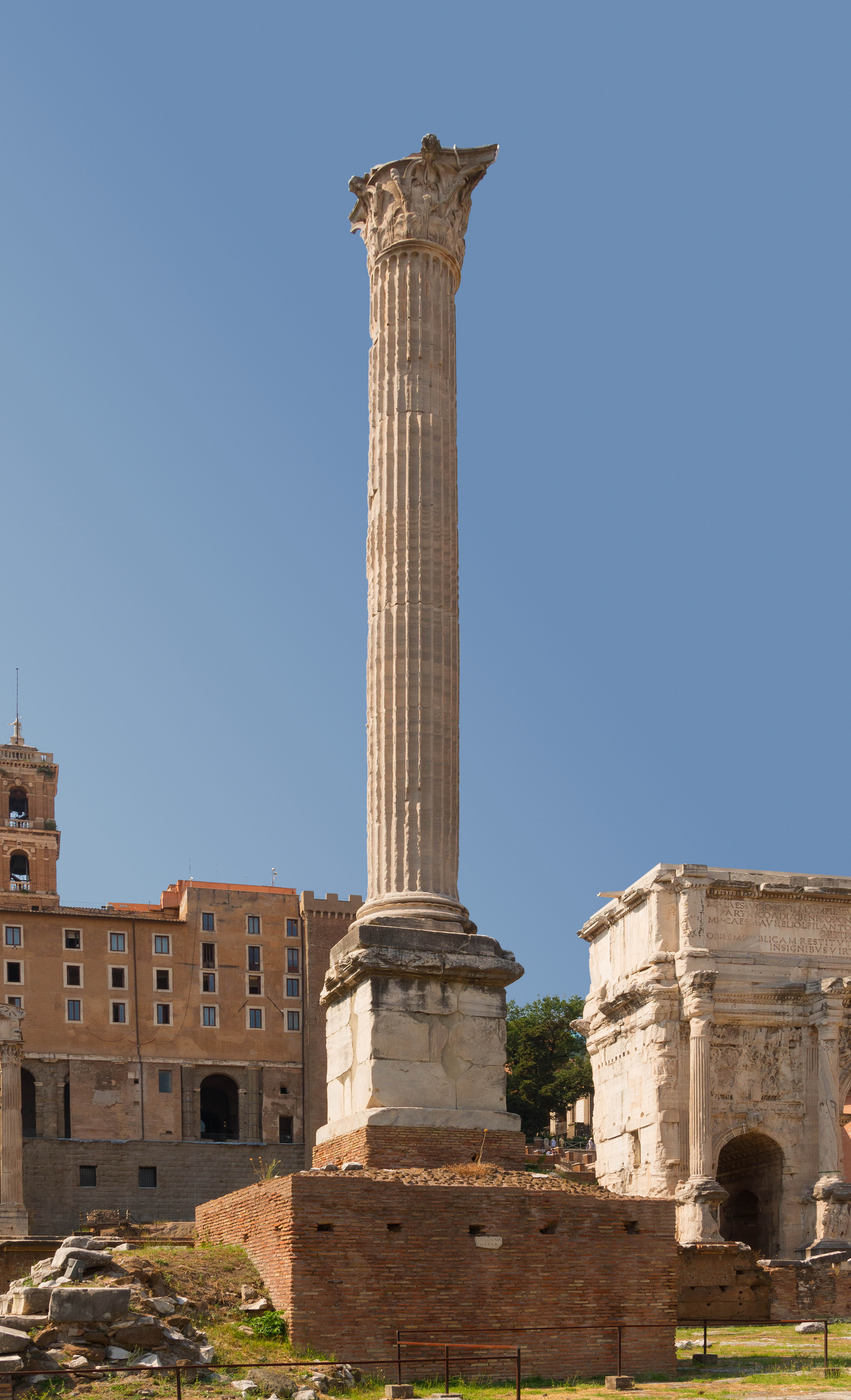
Colonna di Foca, nel Foro Romano

- 607: A Roma, il Pantheon, fatto costruire tra il 112 e il 115 dall'imperatore Adriano, viene trasformato in una chiesa cattolica per volere del papa.
- 608: Nel Foro Romano viene costruita la Colonna di Foca, ultimo monumento onorario del foro.

## Personaggi
- Maurizio, imperatore bizantino
- Foca, imperatore bizantino
- Gregorio I Magno, papa
- Agilulfo, re dei longobardi